# Theodor Vogt (Pädagoge)

Theodor Vogt

Theodor Vogt (* 25. Dezember 1835 in Schirgiswalde (Sachsen); † 11. November 1906 in Wien) war ein deutsch-österreichischer Pädagoge. Er war der erste habilitierte Pädagoge Österreichs und zählte zu den Gründern des pädagogischen Seminars der Universität Wien.

## Leben
Theodor Vogt wurde 1835 als erstes von fünf Kindern eines Landarbeiters in Schirgiswalde geboren. Dort besuchte er die örtliche Pfarrschule. Von 1848 bis 1850 lernte er am katholischen Progymnasium in Dresden. Gleichzeitig wirkte Vogt als Sängerknabe an der königlichen Hofkapelle. 1850 wechselte er an das Gymnasium in Prag, wo er bis 1857 blieb. Neben der Schule war Theodor Vogt seit 1855 als Hauslehrer tätig.
Von 1857 bis 1862 absolvierte er ein Studium der klassischen Philologie und Philosophie an der Universität Wien, das er mit der Promotion abschloss. Zur Finanzierung seines Lebensunterhalts gab er nebenher Musikunterricht. Im Jahr 1865 habilitierte sich Vogt mit dem Aufsatz Platons Pädagogik in ihren Hauptpunkten. Bereits ein Jahr zuvor erschien sein Werk Der Dualismus in der Psychologie. Damit gelang Vogt als erstem Kandidaten eine Habilitation im Fach Pädagogik in Österreich. Danach wirkte er bis zu seinem Tode als Lehrkraft an der Universität Wien. Seine Lehrbefugnis wurde im Jahr 1868 auf das Fach Philosophie (außer Geschichte der Philosophie) erweitert. In philosophischer Hinsicht, namentlich in den philosophischen Grundlagen der Pädagogik, schloss Vogt sich der Herbart'schen Schule im Sinne Zillers an.
Er war Verfasser zahlreicher philosophisch-pädagogischer Aufsätze, Anzeigen etc. in der "Zeitschrift für die österreichischen Gymnasien", der "Zeitschrift für exakte Philosophie", der "Allgemeinen Schulzeitung" und dem seit 1882 von ihm geleiteten "Jahrbuch des Vereins für wissenschaftliche Pädagogik", dessen Vorsitz er gleichzeitig übernahm. Außer einigen Flugschriften gab er Kants Schrift "Über Pädagogik" und Fichtes "Reden an die deutsche Nation" mit Biographien heraus und schrieb die Biographie Rousseaus zu Sallwürks Übersetzung des "Émile".
Im Jahr 1871 wurde Theodor Vogt zum außerordentlichen Professor für Pädagogik ernannt. 1877 zählte er zu den Gründern des pädagogischen Seminars, das auf Wunsch des Unterrichtsministeriums an der Universität Wien eingerichtet wurde. Seine Tätigkeit führte 1898 zur Ernennung zum ordentlichen Professor für Pädagogik. Theodor Vogt starb am 11. November 1906 in Wien. Er war seit 1871 verheiratet und hatte zwei Kinder.

## Schriften
- Das pädagogische Universitätsseminar in seinem Verhältnis zu den in Preußen und Österreich bestehenden gesetzlichen Vorschriften über die Bildung der Lehrer an höheren Schulen. Veit, Leipzig 1884.
- Urteile eines Empiristen über die Herbartsche Pädagogik und ihre Fundamente. In: Jahrbuch des Vereins für Wissenschaftliche Pädagogik. Bd. 36, 1904, ZDB-ID 218014-5, S. 234–247, online.
- Bedenkliche Meinungen der Gegenwart. In: Jahrbuch des Vereins für wissenschaftliche Pädagogik. Bd. 38, 1906, S. 272–291, online.

Daneben veröffentlichte Vogt etwa 45 Artikel in Zeitschriften und Handbüchern mit dem Schwerpunkt Ideengeschichte im Fach Pädagogik.

## Gedenken
Nach Theodor Vogt ist die Vogtgasse im 14. Wiener Gemeindebezirk benannt.⊙